# Hanko Open 1987
L'Hanko Open 1987 è stato un torneo di tennis facente parte della categoria ATP Challenger Series nell'ambito dell'ATP Challenger Series 1987. Il torneo si è giocato a Hanko in Finlandia dal 20 al 26 luglio 1987 su campi in terra rossa.

## Vincitori

### Singolare
Per Henricsson ha battuto in finale  Magnus Gustafsson con il punteggio di 6–4, 3–6, 6–2

### Doppio
Mika Hedman /  Veli Paloheimo hanno battuto in finale  Craig Campbell /  Desmond Tyson con il punteggio di 5–7, 6–3, 6–2